# Annona jucunda
Annona jucunda là loài thực vật có hoa thuộc họ Na. Loài này được (Diels) H.Rainer mô tả khoa học đầu tiên năm 2007.